# Vente à domicile
La vente à domicile est une modalité particulière de vente où le fournisseur s'organise pour prospecter et vendre ses produits ou services directement aux particuliers.

## Enjeux et contraintes
La vente à domicile illustre l'idée que le fournisseur vient au devant du consommateur présumé, en vue de l'écouter et le satisfaire.
Historiquement, la formule a connu une grande prospérité à l'époque où les femmes étaient relativement présentes et joignables au domicile familial (car n'exerçant pas d'activité professionnelle hors domicile).
L'efficacité du modèle a singulièrement décru et suppose la prise d'un rendez-vous qui tienne compte de la disponibilité effective des prospects.
Le coût logistique du déplacement d'un prospecteur à domicile ayant de son côté fortement augmenté, les méthodes de démarchage ont évolué. Il convient de distinguer deux formes de vente à domicile : la vente individuelle et la vente collective (vente en réunion). 

## Vente individuelle à domicile
La prospection individuelle à domicile a connu un certain déclin sauf pour les cas où la vente concerne des produits/services :
- complexes nécessitant une définition précise et personnalisée des besoins (vente d'une installation ou d'un aménagement intérieur...) ;
- présentant une forte valeur ajoutée (existence de marges importantes) ;
- au contenu relationnel fort (conseil en patrimoine...).

## Vente collective à domicile
La prospection collective à domicile, dite également vente en réunion, semble en revanche avoir mieux résisté et cela dans la mesure où plusieurs prospects ou clients sont visités simultanément. D'autre part, la liste des prospects est établie par un tiers qui les connait et s'assure de leur venue, en contrepartie de quoi il est généralement dédommagé et intéressé au résultat de la réunion qu'il a organisée.